# Kapošvar
Kapošvar, Kapuš, Kapušvar  (mađ.: Kaposvár, njem.: Kopisch, Ruppertsberg, Ruppertsburg,, slo.: Rupertgrad srp.: Капошвар, Kapošvar, tur. Kaposvar), je grad u jugozapadnoj Mađarskoj glavni grad Šomođske županije. 

## Zemljopis
Kapošvar se nalazi u jugozapadnom dijelu Mađarske i zapadnom dijelu Panonske nizine na rijeci Kapošu. Oko grada nalaze se valoviti predjeli, koji se južnije uzdižu u planinu Meček. Klima u gradu je umjereno kontinentalna.
Od glavnoga grada Budimpešte udaljen je 186 kilometara jugozapadno, od Pečuha 60 km sjeverozapadno, a od Blatnog jezera (mađ. Balaton) 50 km južno. S Budimpeštom je povezan dobrim prometnim vezama magistralnom željezničkom prugom Budimpešta – Zagreb – Jadran, te Budimpešta – Dumvar – Pečuh. Autocestom M7 koja prolazi 20 kilometara sjeverno od grada. 
Od glavnog grada Hrvatske Zagreba udaljen je 220 km cestovnim pravcem, dok je od državne granice Hrvatske i Mađarske kod Barče 73 km, a do Letinje 113 km.

## Povijest
Prema legendi grad je osnovan na sedam brežuljaka isto kao i Rim. Naselja na teritoriju grada su postojala još 5000 godina prije Krista. Prva naselja grade Kelti oko 400. godine prije Krista. Grad se prvi put spominje kao Kapos u osnivačkom dokumentu biskupije u Pečuhu 1009. godine. U 15. stoljeću u gradu je bila pravokutna kamena utvrda, koja je po nalogu Leopolda I. srušena.
Grad nije imao veći značaj u srednjovjekovno i osmansko vrijeme, Osmanlije su osvojile grad 1555. godine nakon pet dana opsade, a napustile su ga tek 1686. godine. Nekoliko desetljeća poslije oslobađanja od Turaka grad je postao središte novoosnovane županije Šomođ 1749. godine što je dovelo do općeg razvitka grada.  Tijekom 1800-ih, grad se počeo značajno razvijati, s obzirom na važnost željezničke pruge između Budimpešte i Zagreba.
U 20. stoljeću grad je prošao bez većih posljedica tokom ratnih sukoba i u drugoj polovici stoljeća doživio je naglu urbanizaciju. Poslije pada komunizma i razvoja tržišta gradska privreda se našla u teškoćama zbog relativno neaktraktivnog položaja grada, zbog čega Kapošvar i danas gubi stanovništvo. Godine 1950. naselje Kaposszentjakab postaje dio grada, 1970. godine poslije prigradska naselja Kaposfüred i Tupanar (mađ. Toponár) te 1973. Turučka (mađ. Töröcské) također postaju dio grada.
Godine 1990. Kapošvar je dobio čin grada sa županijskim pravima, Godine 1993. postao je biskupsko središte. Sveučilište u Kapošvaru osnovano je 1. siječnja 2000. godine

## Stanovništvo
Na popisu 2001. u Kapušu je živjelo 68.697 stanovnika. Većina su Mađari, a 1,7 % su Romi.
Prema podacima o broju stanovnika iz 2009. godine u gradu živi 67.663 stanovnika, dok je prosječna gustoća naseljenosti 506,49 stan./km2.  Manjinsku samoupravu imaju Hrvati, Nijemci, Poljaci i Romi. Prema službenome popisu stanovništva iz 2001. godine grad je imao 68.240 stanovnika sljedećeg etničkog sastava:
- Mađari 94,7 %
- Romi 1,7 %;
- Nijemci 0,7 %;
- Hrvati 0,2 %;
- ostali i nepoznato 5,1 %

Sastav stanovništva prema vjeroispovijesti:
- rimokatolici 64,0 %;
- grkokatolici 0,3 %;
- kalvinisti 7,3 %;
- evangelici 2,1 %;
- pripadnici vise crkvi 0,9 %;
- nevjernici 15,0 %;
- nepoznato 10,3 %[4]

### Kretanje broja stanovnika
| broj stanovnika | 18630 | 24572 | 30096 | 33226 | 33515 | 33535 | 43428 | 60937 | 74101 | 72374 | 71788 | 66411 | 67464 | 67663 |
|                 | 1900. | 1910. | 1920. | 1930. | 1941. | 1949. | 1960. | 1970. | 1979. | 1980. | 1990. | 2000. | 2008. | 2009. |

## Gradovi prijatelji
| - Bath, Ujedinjeno Kraljevstvo - Miercurea-Ciuc, Rumunjska - Darkhan, Mongolija - Glinde, Njemačka | - Koprivnica, Hrvatska - Saint-Sébastien-sur-Loire, Francuska - Schio, Italija - Tver, Rusija | - Rauma, Finska - Villach, Austrija - Mostar, Bosna i Hercegovina |

## Vanjske poveznice
|  | Zajednički poslužitelj ima još gradiva o temi Kapošvar |

- (mađ.) Službene stranice
- (mađ.) Povijest grada